# 綠楊新邨

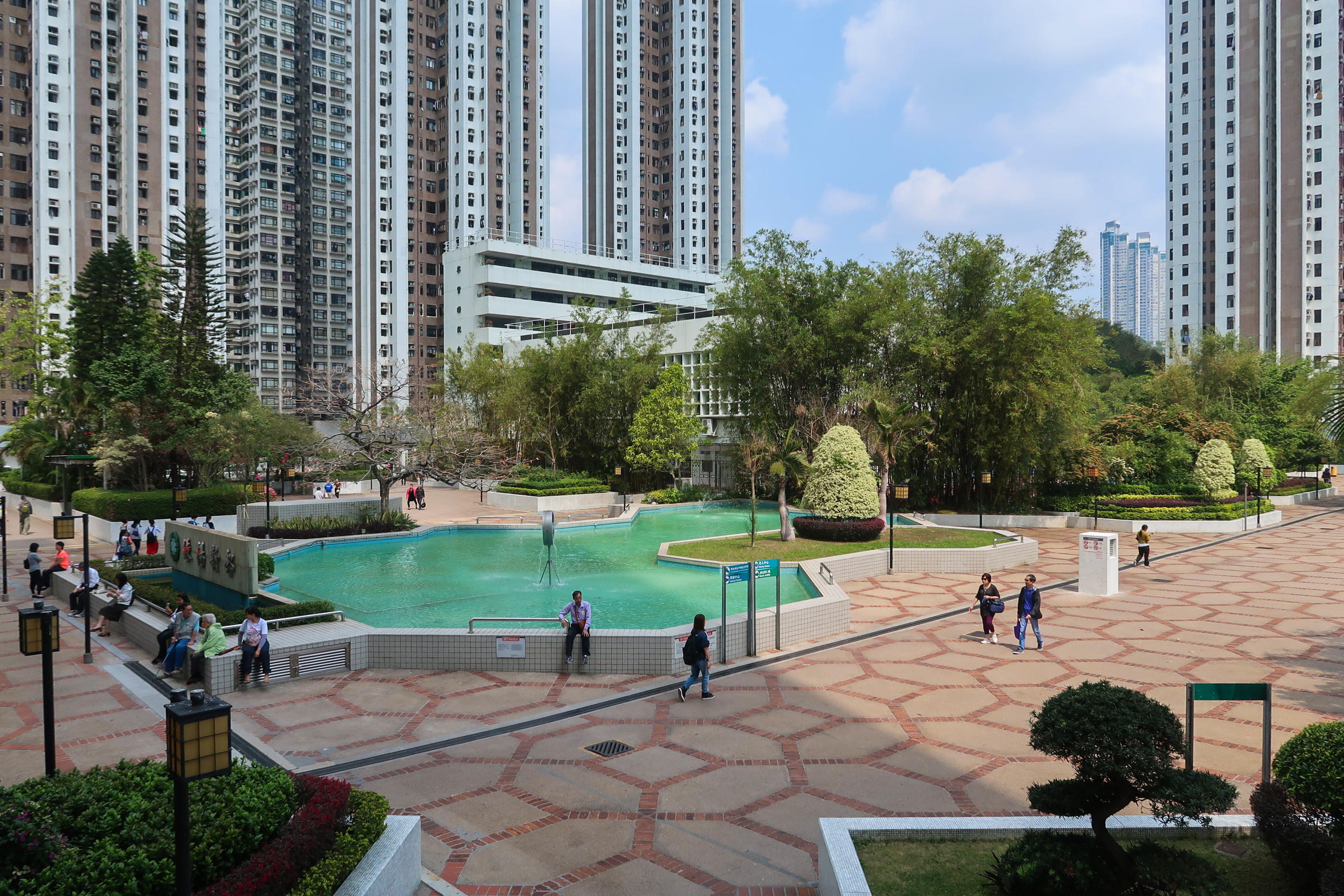
綠楊新邨平台花園

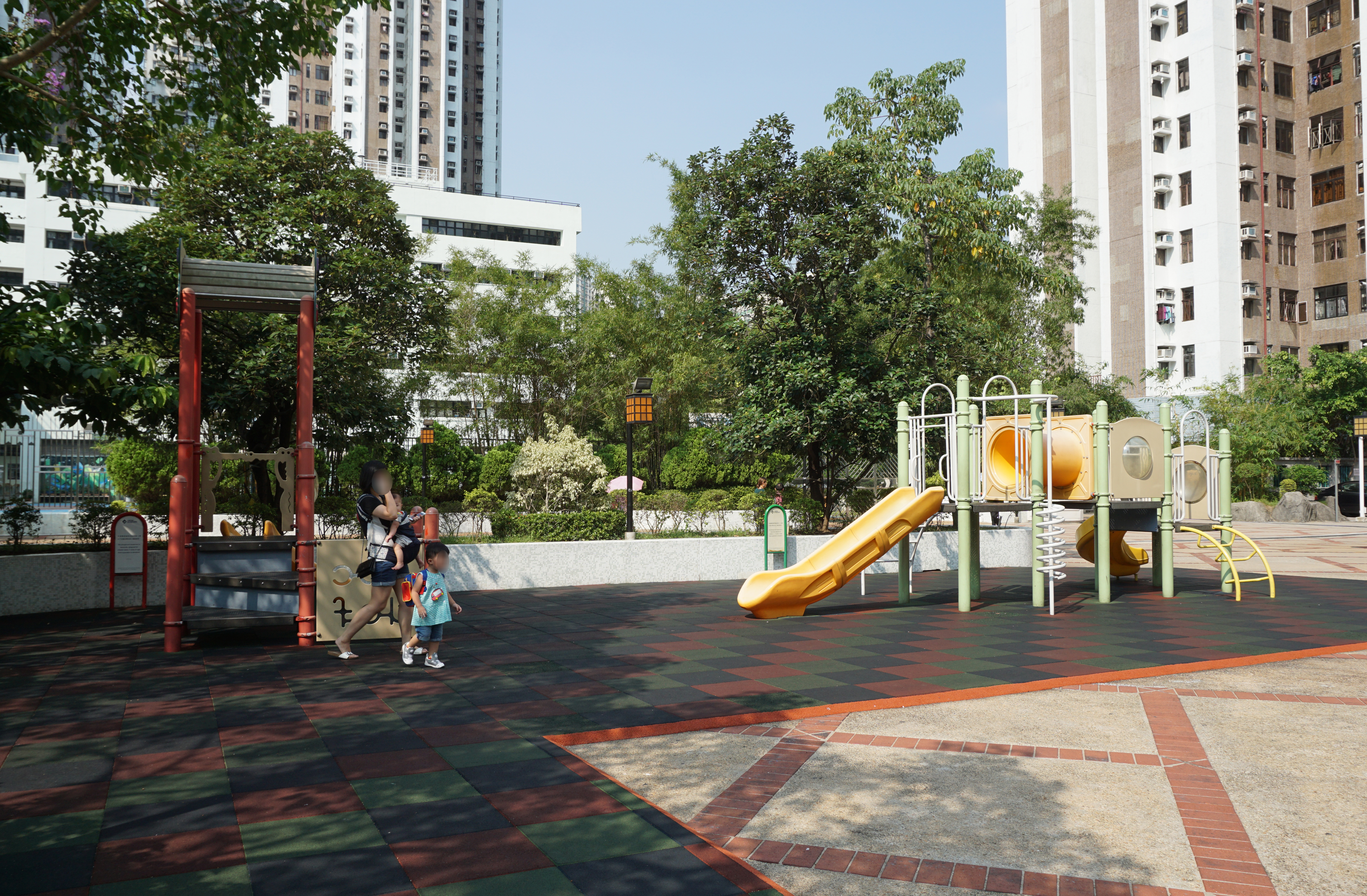
兒童遊樂場

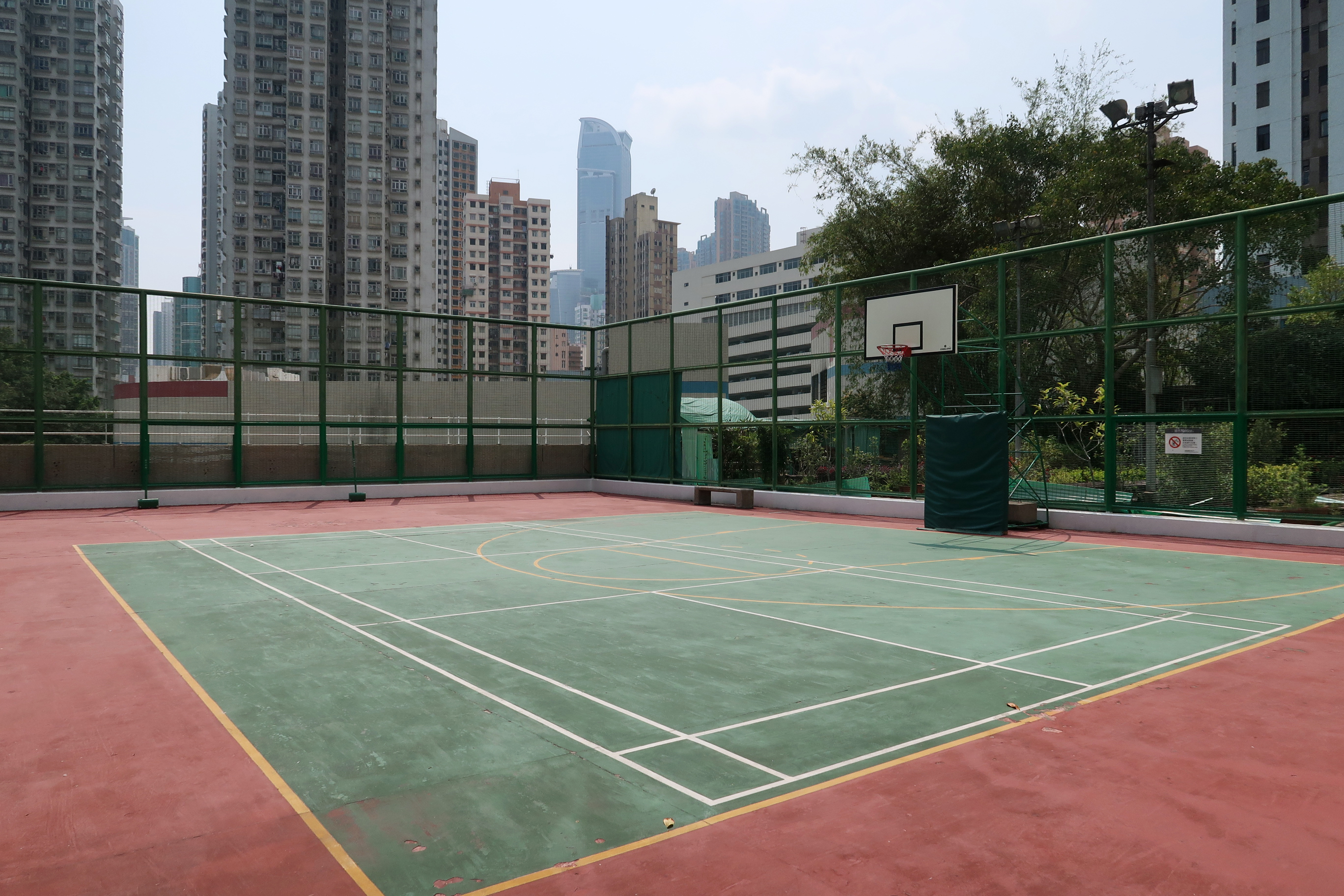
籃球場

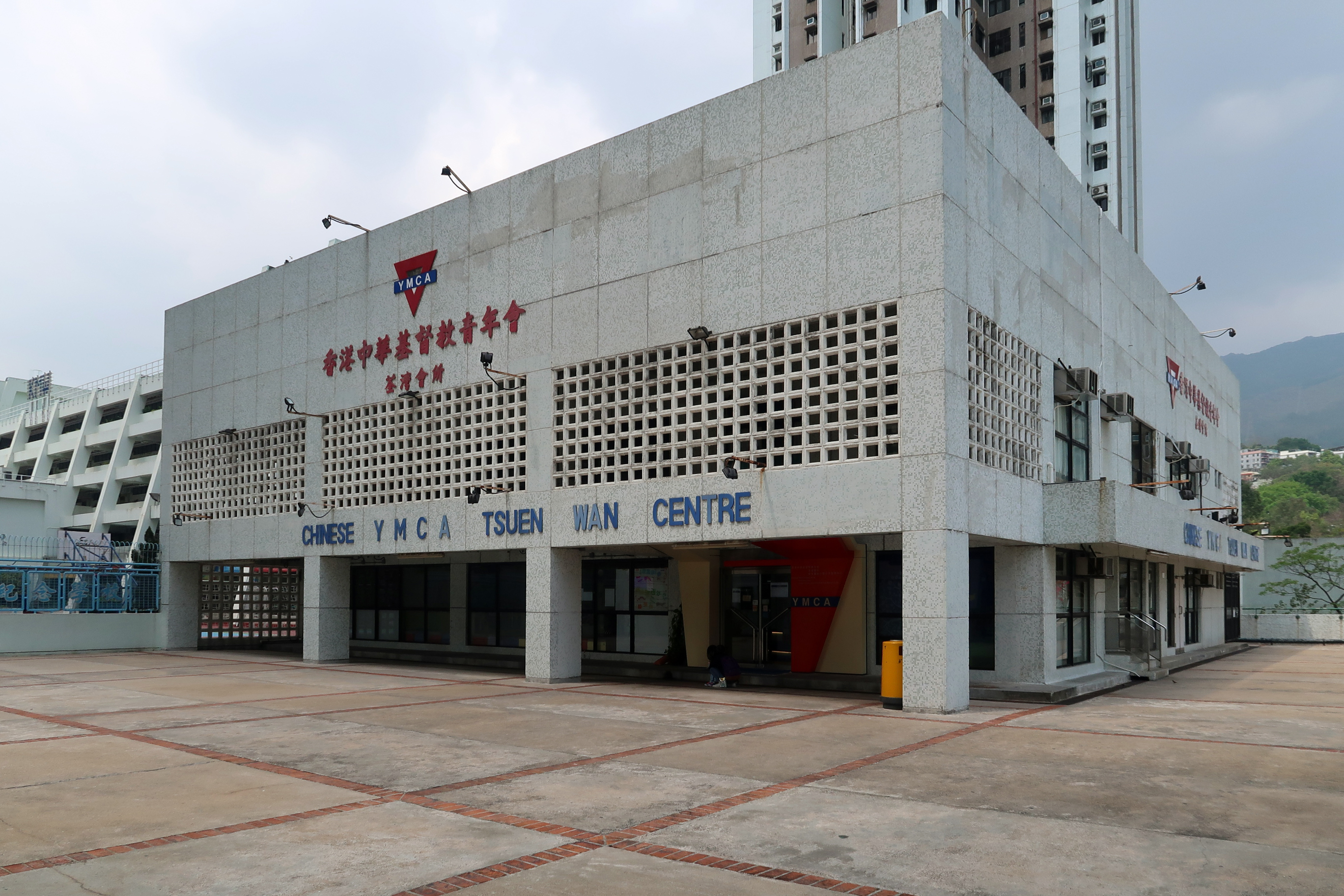
香港中華基督教青年會荃灣會所

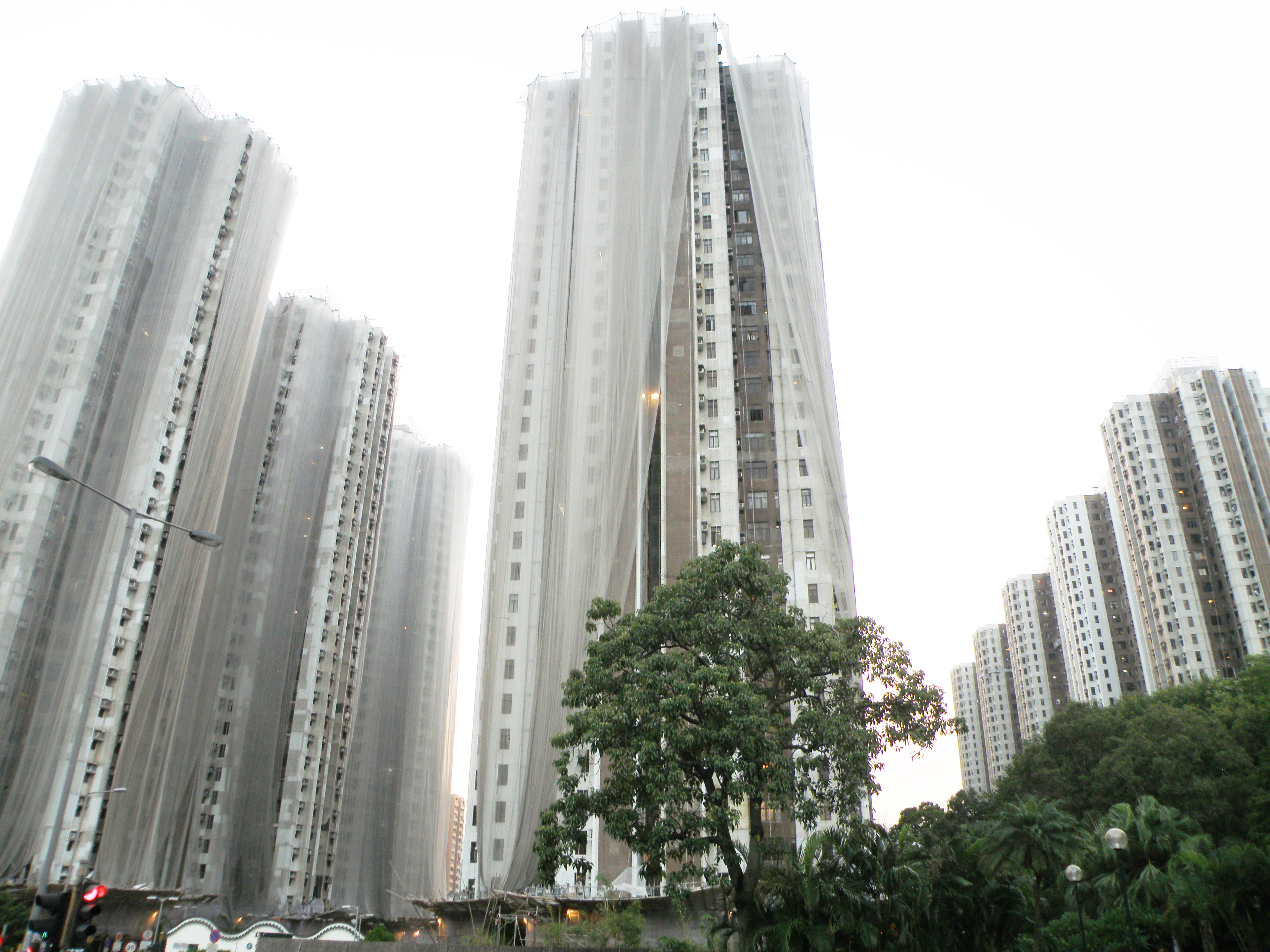
2014年綠楊新邨維修工程

綠楊新邨（英語：Luk Yeung Sun Chuen）是一個位於香港新界荃灣市中心的私人屋苑，為港鐵荃灣站及荃灣車廠的上蓋物業，由僑光置業、香港置地、怡和洋行及香港大新合作向前地下鐵路公司（今港鐵公司）投得發展權及由港鐵公司管理。屋苑於1983年至1984年分期竣工及入伙，住宅部分由蔡高建築師及李徐則師樓負責設計，車廠基座部分由何弢建築師事務所及前地下鐵路公司設計研究組設計，共有17幢住宅樓宇，合共提供4,000多個單位。項目前身為三棟屋村、小型工廠和農地。

## 屋苑特色
綠楊新邨位於港鐵荃灣車廠上蓋，17幢住宅樓宇分別以17個英文字母順序排列（不設I及O座），大廈外牆全以白色及棕色紙皮石粉飾，屋苑平台之下附設一購物商場－綠楊坊。以下為各大廈資料：

### 樓宇
| 樓宇名稱（座號） | 層數 | 單位數目 | 入伙年份 |
| ---------------- | ---- | -------- | -------- |
| A座              | 30   | 240      | 1984年   |
| B座              | 30   | 240      | 1984年   |
| C座              | 30   | 240      | 1984年   |
| D座              | 30   | 240      | 1984年   |
| E座              | 30   | 240      | 1984年   |
| F座              | 30   | 232      | 1983年   |
| G座              | 30   | 232      | 1983年   |
| H座              | 30   | 232      | 1983年   |
| J座              | 30   | 240      | 1983年   |
| K座              | 30   | 240      | 1983年   |
| L座              | 30   | 240      | 1983年   |
| M座              | 30   | 224      | 1983年   |
| N座              | 30   | 224      | 1983年   |
| P座              | 30   | 224      | 1983年   |
| Q座              | 30   | 240      | 1983年   |
| R座              | 30   | 240      | 1983年   |
| S座              | 30   | 240      | 1983年   |

## 屋苑設施

### 平台花園
屋苑平台範圍向公眾開放，基本設施有噴水池、半個籃球場及數個兒童遊樂設施。平台設香港中華基督教青年會荃灣會所。

## 教育及福利設施

### 幼稚園
- 綠楊幼稚園 （页面存档备份，存于）

### 小學
- 寶血會伍季明紀念學校[註 1]

### 中學
- 廖寶珊紀念書院

### 兒童及青年中心
- 香港中華基督教青年會荃灣會所 （页面存档备份，存于）

### 長者中心
- 香港萬國宣道浸信會社會服務綠楊浸信會耆彩中心

## 軼聞

### 樓宇失修
綠楊新邨樓齡至今超過30年，部份單位因日久失修而出現滲漏問題，外牆紙皮石亦見殘破。有見及此，2013年起屋苑已分階段進行翻新工程。

### 外牆業權爭議
屋苑發展商兼物業管理公司港鐵，擬將持有近25年的大廈外牆業權「送贈」小業主，企圖由眾小業主承擔7,400萬元外牆維修費，引起眾多小業主不滿。有小業主批評港鐵卸責，又質疑港鐵事先張揚高昂維修費，有確保能抽取巨額酬金之嫌。

### 車廠運作聲浪
港鐵荃灣車廠位於綠楊新邨基座，早上及晚上維修期間綠楊新邨居民最受影響，部份工程於凌晨一時半至清晨五時進行，噪音滋擾嚴重。

### 長年霸佔宿舍
一名於2005年離婚的警員，被指涉嫌在不合資格的情況下，一直居住在綠楊新邨宿舍長達15年。及後，該警員於2020年被捕，並於同年10月8日首次提訊。至2021年2月初，全案審結，該警員最後以「心理問題」為由獲判緩刑（本身為監禁4個月）。

### 註腳
1. ↑  原名寶血會德貞學校。

### 引用
1. ↑  . 蘋果日報. 2008-07-21 （中文（香港））.
2. ↑  . 東方日報. 2009-05-14  [2010-10-10]. （原始内容存档于2009-06-16） （中文（香港））.
3. ↑  警控欺詐 涉瞞離婚霸宿舍15年.《明報》，2020年10月9日.
4. ↑  .   [2016-11-12]. （原始内容存档于2017-01-28）.
5. ↑  .   [2016-11-05]. （原始内容存档于2017-02-02）.
6. ↑  .   [2016-11-05]. （原始内容存档于2016-10-05）.
7. ↑  .   [2016-11-05]. （原始内容存档于2017-01-09）.
8. ↑  .   [2016-11-05]. （原始内容存档于2016-12-04）.
9. ↑  .   [2016-11-05]. （原始内容存档于2016-10-29）.
10. ↑  .   [2016-11-05]. （原始内容存档于2016-09-21）.
11. ↑  .   [2016-11-05]. （原始内容存档于2016-09-21）.
12. ↑  .   [2016-11-05]. （原始内容存档于2016-10-26）.
13. ↑  深水埗福榮街＞荃灣福來邨 的存檔，存档日期2017-01-12.
14. ↑  .   [2016-11-05]. （原始内容存档于2017-01-12）.
15. ↑  .   [2016-11-05]. （原始内容存档于2016-09-03）.
16. ↑  .   [2016-11-05]. （原始内容存档于2017-01-10）.
17. ↑  .   [2016-11-05]. （原始内容存档于2016-09-21）.

## 外部連結
维基共享资源上的相關多媒體資源：綠楊新邨